# Morgana Le Fay

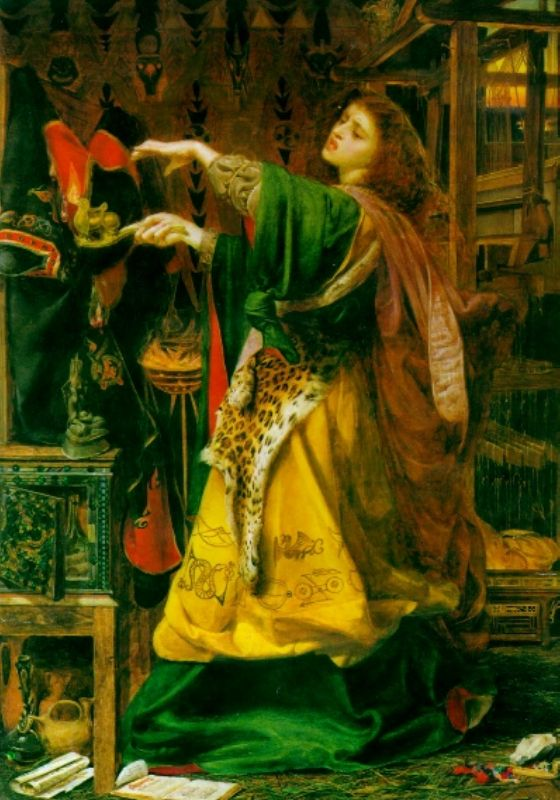
Morgan le Fay, Anthony’ego Fredericka Sandysa (1829-1904), 1864 (Birmingham Art Gallery).

Morgana Le Fay, Morgaine, Morgain (ang. Morgan Le Fay) – postać z kręgu legend arturiańskich i celtyckich opowieści. Przyrodnia siostra Artura, córka Igerny z pierwszego małżeństwa – z królem Gorloisem. Często jest utożsamiana ze swoją siostrą Anną-Morgause.
Przedstawiana zawsze jako obdarzona wielką mocą czarodziejka, żeński odpowiednik Merlina i jego mocy, w niektórych wersjach legendy działa przeciwko królowi Arturowi i jego żonie Ginewrze. W Le Morte d’Arthur Thomasa Malory’ego jest nieszczęśliwą żoną króla Uriena, spiskującą przeciwko Arturowi i pragnącą zapewnić władzę swojemu ukochanemu Akkolonowi.

## Morgana Le Fay w literaturze
W opartej na legendach arturiańskich powieści Marion Zimmer Bradley Mgły Avalonu, prezentującej wizję społeczeństwa u progu dziejowych zmian, Morgiana Le Fay jest siostrą-kochanką Artura, która opowiada historię świetności Camelotu.
Z kolei w książce Krystyny Kwiatkowskiej "Prawdziwa historia Morgan le Fay i rycerzy Okrągłego Stołu", Morgan jest przedstawiona jako kobieta, która kochała Artura i której miłość została zdeptana. Urodzona jako córka Uthera i Igerne była bliźniaczą siostrą Artura. Była wierną kopią Uthera (zaś Artur – Hoela, diuka Gorlois, pierwszego męża Igerne). Jej wychowaniem zajął się Merlin, który wtajemniczył ją w świat magii oraz pradawnych wierzeń. Rozdzielona w niemowlęctwie z bratem, poznaje go w wieku 15 lat. Młodzi zakochują się w sobie, jednak gdy dowiadują się, że są rodzeństwem, Artur zrywa ich związek, mimo iż Morgana spodziewa się ich dziecka. Odtrącona przez Artura i upokorzona przez Ginewrę poprzysięga im zemstę. W tym celu wychowuje swojego i Artura syna, Mordreda, w nienawiści do ojca. Po ostatecznej bitwie, w której giną obaj, Morgana wyznaje umierającemu Arturowi, że ciągle go kocha i razem odchodzą do Avalonu.

## Wykorzystanie motywu Morgany
Od imienia Morgany Le Fay, której przypisywano zdolność wywoływania miraży, pochodzi nazwa fatamorgana.
Morgana Lefay to nazwa szwedzkiego zespołu power-metalowego. Morgana Le Fay jest również postacią z filmów z serii Stargate, przedstawicielką fikcyjnej rasy Pradawnych. Alexandra Ivy wykorzystała postać Morgany Le Fay w IV części sagi Strażnicy Wieczności.
W fikcyjnym świecie Warhammer Morgiana le Fay jest bohaterką królestw Bretonii oraz czarodziejką, osobistą wysłanką Pani Jeziora.